# NGC 7341
NGC 7341 est une galaxie spirale intermédiaire (barrée ?) située dans la constellation du Verseau. Sa vitesse par rapport au fond diffus cosmologique est de 4 113 ± 23 km/s, ce qui correspond à une distance de Hubble de 60,7 ± 4,3 Mpc (∼198 millions d'al). NGC 7341 a été découverte par l'astronome américain Francis Leavenworth en 1885.
La classe de luminosité de NGC 7341 est I-II et elle présente une large raie HI.
À ce jour, trois mesures non basées sur le décalage vers le rouge (redshift) donnent une distance de 41,767 ± 7,267 Mpc (∼136 millions d'al), ce qui est à loin l'extérieur des valeurs de la distance de Hubble. Notons que c'est avec la valeur moyenne des mesures indépendantes, lorsqu'elles existent, que la base de données NASA/IPAC calcule le diamètre d'une galaxie et qu'en conséquence le diamètre de NGC 7341 pourrait être d'environ 87,8 kpc (∼286 000 al) si on utilisait la distance de Hubble pour le calculer.